# ФК Евертън
ФК „Евертън“ (на английски: Everton F.C.) е футболен клуб от град Ливърпул, Англия, който играе в английската Висша лига.
Играе домакинските си мачове на стадион „Гудисън Парк“, който има капацитет 40 206 места. Прякорът им е „Карамелите“, а местният съперник се казва „Ливърпул“.
Евъртън са едни от 12-те основатели на първенството в Англия и е отборът с най-много участия в първия ешелон на английската футболна пирамида, включително сезон 2011/12 участията са 112.
Носител на КНК през 1985 г.

## История
Тимът на Евертън е създаден през 1878 г. в региона на църквата „Сейнт Доминго“ – това е и първото име на отбора – „Сейнт Доминго“ ФК. Задържа се едва за 12 мес., след което приема наименованието „Евертън“.
Футболният клуб е създаден с цел хората от местната енория да практикуват спорт и през зимата, тъй като през лятото те са били заети предимно с крикет. През 1888 г. „Евертън“ е сред основателите на Футболната лига в Англия, заедно с „Престън“, „Астън Вила“, ФК Улвърхамптън Уондърърс, „Блекбърн Роувърс“, „Болтън У“, „Уест Бромич“, „Акрингтън“, „Бърнли“, „Дарби Каунти“, „Нотс Каунти“, „Стоук Сити“. През първия сезон в лигата Евъртън се класира на 8-о място, а първата титла е спечелена още в третия сезон от участие във Футболната лига – през сезон 1890/91. 2 сезона по-късно, през 1893, клубът достига до своя първи финал в турнира за Купата на Футболната Асоциация (Купата на Англия), но губи с 0:1 от Улвърхамптън. След 4 години „Евъртън“ отново е на финал, но отново търпи поражение, този път от Астън Вила с 2:3. За първи път трофеят на Футболната асоциация е спечелен през 1906 г., когато на финала е надигран „Нюкасъл Юнайтед“.

### 20-те и 30-те години на XX век
Първият успешен период на клуба започва от средата на 1920-те години, когато през 1925 г. клубът закупува Уилиъм Ралф Дийн, или както е известен Дикси Дийн. Играч превърнал се впоследствие в легенда на „Евъртън“. С екипа на „Евъртън“ Дикси Дийн поставя рекорд в лигата за всички времена по отбелязани голове, 60 гола в 39 мача. Постижението помага на клуба да спечели трета титла.
2 години по-късно, непосредствено преди Първата световна война, клубът изпада във Втора дивизия, където се задържа едва един сезон и още от първия си опит успява да се завърне във футболния елит на Англия и още в следващия сезон – 1931/32, „Евъртън“ дори става за четвърти път шампион. Само година по-късно тимът печели и втората Купа на ФА, надделявайки на финала на ст. „Уембли“ над Манчестър Сити с 3:0. Според някои източници това е първият мач в историята на футбола, в който фланелките на футболистите имат номера. Първата успешна ера за клуба завършва през сезон 1938/39, когато „Евъртън“ успява да завоюва своята пета шампионска титла.
След Втората световна война следват трудни години, като тимът изпада за втори път в своята история във Втора дивизия, през сезон 1950/51. Престоява там е 3 години и през 1954 г. отново се завръща в елитния ешелон, от когато и на когото клубът е неразделна част до днес.

### 60-те години на XX век
Вторият успешен период на клуба започва с назначаването за мениджър на Хари Катерик през 1961 г., като още през 1962/63 „Евъртън“ отново е шампион на Англия, а само 3 години по-късно, през 1966 г., печели и за трети път Купата на ФА, побеждавайки на финала „Шефилд Уензди“ с 3:2. Интересен факт от този финал е, че до даден момент в мача „Шефилд У“ води с 0:2, но все пак „Евъртън“ успява да постигне пълен обрат още в редовното време на двубоя. През 60-те години на XX век най-изявените имена в отбора са: Алън Бол, Джо Ройъл, Колин Харви, Хауърд Кендал и Брайън Лабоун.

### 80-те години на XX век
Този период се свързва с името на треньора Хауърд Кендъл. Отборът печели 2 шампионски титли – през 1985 и 1987 г., за да наруши хегемонията на своите съграждани „Ливърпул“. Печелят и КНК през същата 1985 г. Когато трябва да се изявят в турнира за КЕШ, идва трагедията на „Хейзел“ и последвалата петгодишна дисквалификация на английските отбори, поради което отборът губи този шанс. В отбора са: Невил Саутол, Кевин Ратклиф (кап.), Гари Стивънс, Кевин Шийди, Питър Рийд, Тревор Стивън, Анди Грей и по-късно закупения от „Лестър“ Гари Линекър.

### Сезон 2007 – 08
През сезон 07/08 „Евъртън“ участва за осми път в турнира за Купата на УЕФА, където клубът попада за първи път в своята история в груповата фаза на турнира. В първия кръг тимът от Мърсисайд преодолява много трудно „Металист“, Харков от Украйна. „Карамелите“ попадат в група с „Нюрнберг“ (Германия), АЗ „Алкмаар“ (Нидерландия), „Зенит“, Санкт Петербург (Русия) и „Лариса“ (Гърция). „Сините“ от Ливърпул успяват да излязат от тежката група като постигат победи и в четирите си двубоя: 3:2 като гост на „Алкмаар“, 1:0 като домакин над „Зенит“, 2:0 като гост на „Нюрнберг“ и 3:1 срещу „Лариса“ у дома. В 1/16-финален двубой срещу норвежкия „Бран“, Берген и след като побеждава с категоричното 8:1 от двата мача играе с „Фиорентина“, като отпада драматично на дузпи, след като отборите си разменят по 2 победи с по 2:0.
„Евъртън“ се представя отлично и в треторазрядния турнир в Англия – Купа на Лигата (Карлинг Къп), където отпада от „Челси“ на полуфинал. На осминафинала възпитаниците на Дейвид Мойс преодоляват трудно като гости „Фулъм“ с 1:0, след продължения. На четвъртфинала е победен „Уест Хям“ като гост с 2:1.
Във Висшата лига след колеблив старт „Евъртън“ стабилизира своите изяви и завършва първенството на пета позиция.

## Срещи с български отбори
„Евъртън“ се е срещал с български отбори в приятелски срещи.

### „Лудогорец“
С „Лудогорец“ се е срещал на 2 август 2012 г. в град Ливърпул на своя стадион Гудисън Парк като срещата завършва 1 – 1 .

## Успехи
- Шампиони на Първа дивизия (след сезон 1990/91 тя се нарича Висша лига) 9
  - 1890/91, 1914/15, 1927/28, 1931/32, 1938/39, 1962/63, 1969/70, 1984/85, 1986/87
- Носители на Купата на Футболната асоциация 5
  - 1905/06, 1932/33, 1965/66, 1983/84, 1994/95
- Носители на Чарити Шийлд 9
  - 1927/28, 1931/32, 1962/63, 1969/70, 1983/84, 1984/85, 1985/86*, 1986/87, 1994/95
- Носители на Купата на носителите на купи 1
  - 1984/85

* поделена

## Състав

### Настоящ състав
Към 29 юли 2025 г.

## Известни футболисти
- Дънкън Фъргюсън – Биг Дънк
- Гари Линекер
- Анди Грей
- Уилям „Дикси“ Дийн
- Алън Бол
- Невил Саутол
- Уейн Руни
- Питър Рийд
- Кевин Шийди
- Стийв Макмеън
- Рей Уилсън
- Тревър Стивън
- Греъм Стивънс
- Брайън Лабоун
- Кевин Ратклиф
- Греъм Шарп
- Андрей Канчелскис
- Бето
- Юсуф Чермити

### Неофициални сайтове
- premiership.bg Архив на оригинала от 2008-12-16 в Wayback Machine.
- Евъртън при ICLiverpool
- NSNO
- MKBlues Fans Архив на оригинала от 2009-04-19 в Wayback Machine.
- EFC Online Архив на оригинала от 2004-05-18 в Wayback Machine.
- Евъртън при soccernet.com
- Blue Kipper
- Toffee Web
- ToffeeBlue Архив на оригинала от 2019-09-14 в Wayback Machine.
- FootyMania.com=> Последни новини относно Евъртън Архив на оригинала от 2004-05-13 в Wayback Machine.